# Communauté d’agglomération Sud Sainte Baume
Die Communauté d’agglomération Sud Sainte Baume ist ein französischer Gemeindeverband mit der Rechtsform einer Communauté d’agglomération im Département Var in der Region Provence-Alpes-Côte d’Azur. Sie wurde am 25. Juli 1994 gegründet und umfasst neun Gemeinden. Der Verwaltungssitz befindet sich im Ort Le Castellet.

## Mitgliedsgemeinden
| Gemeinde                                    | Einwohner 1. Januar 2022 | Fläche km² | Dichte Einw./km² | Code INSEE | Postleitzahl |
| ------------------------------------------- | ------------------------ | ---------- | ---------------- | ---------- | ------------ |
| Bandol                                      | 8.263                    | 8,59       | 962              | 83009      | 83150        |
| Évenos                                      | 2.406                    | 41,95      | 57               | 83053      | 83330        |
| La Cadière-d’Azur                           | 5.657                    | 37,42      | 151              | 83027      | 83740        |
| Le Beausset                                 | 10.098                   | 35,95      | 281              | 83016      | 83330        |
| Le Castellet                                | 5.992                    | 44,77      | 134              | 83035      | 83330        |
| Riboux                                      | 51                       | 13,48      | 4                | 83105      | 13780        |
| Saint-Cyr-sur-Mer                           | 11.668                   | 21,15      | 552              | 83112      | 83270        |
| Sanary-sur-Mer                              | 17.938                   | 19,23      | 933              | 83123      | 83110        |
| Signes                                      | 3.126                    | 133,10     | 23               | 83127      | 83870        |
| Communauté d’agglomération Sud Sainte Baume | 65.199                   | 355,64     | 183              | –          | –            |